# Битва при Монтебелло (1859)
Битва при Монтебелло — сражение в ходе Австро-итало-французской войны между армией Австрийской империи и объединённым войском Второй империи и Сардинского королевства, которое произошло 20 мая 1859 года близ населённого пункта Монтебелло-делла-Батталья (далее Монтебелло) в итальянском регионе Ломбардия.

## Перед сражением
В начале кампании, ожидая наступления союзников по правому берегу реки По, австрийцы начали стягиваться к Павии и Пьяченце; однако, не имея точных сведений о противнике, они решили произвести 20 мая усиленную разведку в направлении на Вогере. Исполнение было поручено графу Филиппу фон Стадиону (около 23 тысяч человек, 68 орудий). 
На рассвете отряд фон Стадиона двинулся из Вакарицы 3 колоннами: правая (принца Гессенского) — на Калькабабио, с задачей атаковать Вогеру с севера; средняя, генерала Баумгартена (бригады Галя и Бильса) — на Робекко (Галь) и Казатизма (Бильс); левая, генерала Урбана (бригады Шавгоче — 4 батальона и Браума — 3 батальона, 2 эскадрона гусаров и 16 артиллерийских орудий), двинулась к Вогере через Кастеджио, имея бригаду Шавгоче в авангарде.
В это время французская дивизия Эли Фредерика Форе располагалась на фронте Вогера — Ориоло, имея аванпосты выдвинутыми к ручью Фоссегацо и 10 эскадронов сардинской кавалерии перед фронтом для разведывательной службы; всего около 6500 человек и 12 орудий. Левая колонна австрийцев должна была, дойдя до Верцате (впереди Кастеджио), остановиться и дать возможность остальным колоннам выйти на одну с ней высоту и содействовать атаке Кастеджио; после взятия этого местечка Стадион предполагал дойти до Монтебелло, а затем действовать по обстоятельствам. Урбан, узнав от разведчиков, что Кастеджио очищено противником, послал об этом донесение Стадиону и, не ожидая от него ответа, а даже вопреки его приказанию, вступил в это селение. В полдень же он выдвинул бригаду Шавгоче к Монтебелло, которое тоже оказалось очищенным противником; гусары авангарда обнаружили пехоту противника, занимавшую Генестрелло. Шавгоче, узнав об этом, решил занять эту деревню, так как, находясь в Монтебелло, он ежеминутно мог ожидать нападения. Он двинул три батальона против Генестрелло и один — вдоль полотна железной дороги и легко овладел селением. Между тем, Стадион не предполагал идти далее Монтебелло и хотел отложить наступление до следующего дня, но его планам не суждено было сбыться.

## Битва
Около двух часов дня, после рассылки соответствующих приказаний, Стадион услышал выстрелы, доносившиеся со стороны Вогеры: это разгорался бой между передовыми частями по всему течению Фоссегацо. Между тем, Форе, получив около половины первого дня донесение о приближении противника, поспешил подкрепить свои передовые части двумя батальонами с двумя пушками. К 14 часам ему удалось выдвинуть все свои силы к ручью Фоссегацо и решительным наступлением против левого фланга австрийцев отбросить их на восток. Отступавшие части австрийцев, задержавшись в Генестрелло, около четырёх часов дня начали прибывать в Монтебелло. 
Выехав на выстрелы и выяснив происходящее, Стадион решил упорно удерживаться в Монтебелло, чему здесь способствовали также и топографические условия местности. Бригада Браума не поддержала вовремя Шавгоче, между тем, как расстояние от Кастеджио было гораздо меньше, чем от Вогеры до Генестрелло; ко времени отхода бригады Шавгоче, Браум занял позицию у Монтебелло с целью принять на себя отходящий авангард Урбана. Вправо от него на позиции находились три батальона бригады Галя, вызванные из Робекко. Это в значительной степени помогло Шавгоче отступить далее на Кастеджио, куда он и прибыл около половины пятого.
Несмотря на то, что позиция при Монтебелло представляла большие выгоды для австрийцев, Форе вновь решил их атаковать, снова направив свой удар на их левый фланг. Сложив ранцы у Генестрелло, главные силы его двинулись против южной окраины Монтебелло. В самом селении австрийцы оказали упорное сопротивление; со взятием здесь последних австрийских редюитов — кладбища и церкви около 19 часов. Стадион отдал приказание отступать в Кастеджио. 
В полночь австрийцы начали дальнейшее отступление к Вакарице и лишь около 6 часов утра им удалось снова вернуться на левый берег реки По. Войска Форе были настолько утомлены, что о преследовании не думали. Командир Первого французского корпуса, прибыв вечером в Монтебелло и ознакомившись с состоянием войск, не нашел возможным оставлять их дольше здесь и приказал Форе немедленно вернуться обратно к Вогере.
Согласно «Военной энциклопедии Сытина», потери австрийцев составили 1.423 человека, французов — 723 человека.
Достигнутые австрийцами результаты разведки совсем не отвечали затраченным ими усилиям: действительных сил противника они не узнали, так как против них было развернуто не более одной дивизии; отступив же за реку По, они даже не знали, остались ли на прежней позиции неприятельские войска, сражавшиеся накануне; их разведкой было лишь выяснено, что довольно значительный французский отряд находится около Вогеры.